# つばさ舞
つばさ 舞（つばさ まい、1999年5月8日 - ）は、日本のAV女優。エイトマン所属。

## 略歴
2021年12月、S1 NO.1 STYLE（エスワン）専属女優としてAVデビュー。AVデビュー前にはグラビアモデルとしてのデビュー話もあったが、「世界的に有名になりたい」という思いを叶えるためには雑誌でグラビアや表紙を飾るよりも、海外（特にアジア圏）でも観られているAVに出演する方が自身にとって意味のあることであり、沢山の人に知ってもらえる近道でもあると考えAVデビューを選択した。
2022年11月23日、高田馬場の芳林堂書店にて2nd写真集『My…』発売記念イベントを開催。
同年12月、徳間書店『アサヒ芸能』主催「アサ芸AV大賞2022」において1st写真集『舞』がベストヒット写真集賞受賞。
2023年6月にテレビ東京『ゴッドタン』に出演した縁から、同年9月21日には、さいたまスーパーアリーナで行われた『ゴッドタン マジ歌ライブ2023』の前説VTRに出演した。
同年10月には『カメラマン リターンズ#9』（モーターマガジン社）モデルに抜擢（撮影：近井沙妃）。
2024年3月10日、東京・秋葉原の書泉ブックタワーにて、『Cosplay Fetish Book つばさ舞』の発売記念イベントを開催。
2024年6月24日週FANZA動画フロアランキングにて、『姉がメンズエステのバイトを始めたんだが、僕で際どいマッサージの練習してきてヤバい! つばさ舞』が8位にランクイン。
同年11月発売作品より、S1 NO.1 STYLE（エスワン）からFALENOへ専属移籍。同年10月17日週FANZA通販フロアランキングにてFALENO移籍第1作である『つばさ舞 奇跡の移籍の軌跡 覚醒4本番8コーナースペシャル!』が初登場1位となる。

## 人物
- 兵庫県神戸市出身。
- 趣味は海外旅行で、世界遺産などの遺跡を巡るのが好き。カンボジアのアンコール・ワットなど、アジア圏の遺産は特に好きだと語っている[3]。
- 特技はフラフープ。高校生の頃にダイエットの一環として始めたものだが、今では習慣化しており毎日欠かさず回している[3]。
- 中学2年生の時におばあちゃん家へ遊びに行った際、夜寝ていた部屋で見つけた伯父が隠し持っていたエロ本に、女性のオナニーシーンが載っていたのを見て、その時寝付けなかったこともあり、自分もしてみようとその場で初オナニーを経験。それ以来、初めて彼氏ができるまでの間、オナニーが日課となる。初体験は高校2年生の時で、相手はバイト先で知り合った初めての彼氏[12]。
- 好きな体位はバックで、後ろから犯されている感じが野性的で好きだと語っている[12]。
- 2023年5月10日放映のバラエティ番組『イワクラと吉住の番組』内で実の弟に自らがAV女優だと告白[13]。
- スフィンクスを飼っており、名前はテンテン。

## 作品
◎はBD版発売作品。

### アダルトDVD / BD
FALENOは『配信特化型AVメーカー』を掲げているため、配信開始日も記載しています。
- 新人NO.1STYLE つばさ舞AVデビュー（12月28日、S1 NO.1 STYLE）

- 水着グラビアオファーを蹴ってAVデビューを選んだ大型新人 つばさ舞の初・体・験めちゃイキ3本番（3月22日、S1 NO.1 STYLE）
- 交わる体液、濃密セックス 完全ノーカットスペシャル つばさ舞（5月10日、S1 NO.1 STYLE）
- AV最高峰 -S級GIRLS GROUP エスワンキャンペーン（5月27日、S1 NO.1 STYLE）- 『S1 NO.1 STYLE』専属女優27人による全編撮り下ろしの『AV最高峰 S級GIRLS GROUP エスワンキャンペーン』のキャンペーンDVD。
- 肉感Gcupボディつばさ舞が禁欲後にポルチオ激突きでイキまくったエグい絶頂オーガズム性交（6月14日、S1 NO.1 STYLE）
- 性格もカラダもSEXも最高な愛人とハメ狂うお泊まり温泉不倫旅行  つばさ舞（7月12日、S1 NO.1 STYLE）
- 男10人 VS 豊満Gカップお姉さん 天性の絶頂リアクションとエンドレス射精させる絶倫パーフェクトボディ つばさ舞（8月9日、S1 NO.1 STYLE）
- 【仕事もSEXも凄腕オンナ上司】デキる美人上司の果てない性欲に男性部下の精力も増大─ ひたすら貪り合った日々。 つばさ舞（9月13日、S1 NO.1 STYLE）
- 出張先で軽蔑している中年セクハラ上司とまさかの相部屋に…  朝まで続く絶倫性交に不覚にも感じてしまったGカップ新入社員 つばさ舞（11月8日、S1 NO.1 STYLE）
- 痴女覚醒 もう1発射精するまで●すのやめへんで つばさ舞（12月13日、S1 NO.1 STYLE）

- 夏の田舎じゃこんなの普通だよ 汗ばむノーブラ谷間で無防備に過ごす幼馴染お姉さんに欲情し、全てを忘れ貪り合った地方帰省中の7日間。 つばさ舞（3月14日、S1 NO.1 STYLE）
- 「ボッキしちゃった? 挟んであげよっか」 すっごいプリプリ巨乳でどこでも手軽にチ●ポシゴいてくれるパイズリビッチお姉さん つばさ舞（4月11日、S1 NO.1 STYLE）◎
- つばさ舞 初ベスト S1デビュー1周年 最新タイトル詰め合わせ12時間スペシャル（4月25日、S1 NO.1 STYLE）◎ ※単体ベスト
- 最高の愛人沼 仕事にも家庭にも干渉してこない、セックスだけの理想関係を巨乳美女と…。 つばさ舞（5月10日、S1 NO.1 STYLE）
- 即ズボッ! × 強力媚薬! × 激烈ピストン! ノンストップぶっ続けイカセで仰け反り、潮吹き、イキ叫ぶ、Gカップ美体メガ絶頂セックス つばさ舞（6月9日、S1 NO.1 STYLE）
- 大嫌いな義父のイチモツがあり得ないほど相性よすぎて… 心と体が相反する異常絶頂を繰り返す巨乳若妻 つばさ舞（7月11日、S1 NO.1 STYLE）
- 校内のあらゆる場所でこっそりハメたがるド級変態! スーパーボディ教師つばさ先生 つばさ舞（8月8日、S1 NO.1 STYLE）
- 世界初! 1日中イチャイチャしながら いつでも挿入射精OKの濃密恋人プレイソープ つばさ舞（9月12日、S1 NO.1 STYLE）[15]
- この日を一生忘れない。美人CAになった幼馴染に再会し フライト前の数時間でデートしてキスして一生分ハメた乱気流みたいな激しいセックス。 つばさ舞（10月10日、S1 NO.1 STYLE）
- スタイル & 愛嬌抜群の清楚売りスポーツキャスターは裏ではSEX＝スポーツ感覚で腰振り汗かく肉弾戦ヤリマン（11月14日、S1 NO.1 STYLE）
- オトナの絶対領域 ニーハイ × ミニスカ × パンチラ スーパー美脚お姉さんのナマ足チラリズム誘惑 つばさ舞（12月12日、S1 NO.1 STYLE）

- 新卒キレイ系社員（学生ノリが残ってます）を飲ませて酔わせて拒絶できない流れでハメ回すアルハラ乱交BBQ（1月9日、S1 NO.1 STYLE）
- 極美裸体をイカセ続けたら…S字カーブにくねる全身ガクブル痙攣絶頂! これがこの世で最もエロいSEX!（2月13日、S1 NO.1 STYLE）
- マドンナ20周年記念5か月連続!!奇跡のコラボ第4弾!! 僕を女手一つで育ててくれた、最愛の義姉が最低な友人に寝取られて… つばさ舞（2月27日、マドンナ）◎
- 姉がメンズエステのバイトを始めたんだが、僕で際どいマッサージの練習してきてヤバい!（3月12日、S1 NO.1 STYLE）
- 4K機材解禁 × 究極ヌケるカラダ 長い手足のGcupボディを接写と全身写で視姦する超勃起アングルVTR つばさ舞（4月9日、S1 NO.1 STYLE）
- Sランク美女と毎日ヤレる! おじさんだらけの職場で若い男女が僕ら2人だけ… 出会いが僕しかないから超絶プロポーションの欲求不満お姉さんが向こうから誘ってきた。 つばさ舞（5月14日、S1 NO.1 STYLE）
- 痴漢に堕ちたスレンダーOL 巨漢男の羽交い締め揉みで身動き取れずに恥辱の大絶頂 つばさ舞（6月11日、S1 NO.1 STYLE）
- 話題の美人アスリートが陸上選手マニアの餌食に…手足の長い美女体はねっちょり愛撫で犯される（7月9日、S1 NO.1 STYLE）
- つばさ先生の密着ヨガレクチャー完全個人レッスン つばさ舞（8月13日、S1 NO.1 STYLE）
- 昔から大好きだった幼馴染が親父の女になって僕に性行為をわざと覗かせてくる。（9月10日、S1 NO.1 STYLE）
- つばさ舞 奇跡の移籍の軌跡 覚醒4本番8コーナースペシャル!（11月7日（10月11日配信）、FALENO）◎
- 男だらけの下宿を支える献身的な管理人さんのちょっと狂った日常性活 つばさ舞（12月12日（11月1日配信）、FALENO）
- つばさ舞、AV作品3年分。S1デビューからほぼ全作26タイトル全コーナー収録 永久保存版ベスト16時間（12月24日、S1 NO.1 STYLE）※単体ベスト ◎

- 3日間だけの恋人 真夜中に終電を逃したキミと出会い、交わった日々。でもそれは突然に終わりを告げた。 つばさ舞（1月9日（2024年12月1日配信）、FALENO）
- 田舎の暑い夏、義理の姉から汗だくのヌルヌル谷間のパイズリで金玉カラッカラになるまで射精させられた夏休み。つばさ舞（2月6日（1月1日配信）、FALENO）
- 向かい部屋に住んでるモデルお姉さんに痴女騎乗位で責められて金玉無くなるまで射精させられた つばさ舞（3月6日（2月2日配信）、FALENO）
- 某広告代理店のウラ打ち上げ 脱法キメセクパーティーでマ◯された新人タレント・Mさん つばさ舞（4月10日（3月4日配信）、FALENO）
- ドM女子社員のしつけかた シゴデキだけど変態気質の部下を残業中にメス社畜に育て上げた記録 つばさ舞（5月8日（4月8日配信）、FALENO）
- 「田舎で泊まろう!」ロケで起こった悲しいトラブル 民泊先で男3人から数珠繋ぎアクメSEX つばさ舞（6月12日（5月14日配信）、FALENO）
- 昔から好きだった同級生はNo.1風俗嬢に… オプション全乗せ発射無制限で本番セックスしまくった同棲生活3日間 つばさ舞（7月24日（6月17日配信）、FALENO）
- 「私の言う通りにシコるんやで♡」 つばさ舞の超快感ちんこきアシスト!（8月7日（7月13日配信）、FALENO）
- バイト中にクレーム男からこっそり過激な絶頂ハラスメントでぶっこわされた女子大生 つばさ舞（9月25日（8月16日配信）、FALENO）

### 写真集
つばさ舞 名義
- 舞 つばさ舞写真集（2022年1月29日、徳間書店、撮影：西田幸樹）[16] ISBN 978-4-19-865414-6
- My… つばさ舞写真集（2022年11月18日、 ジーオーティー、撮影：近井沙妃）[17] ISBN 978-4-8236-0367-9
- Cosplay Fetish Book つばさ舞（2024年2月27日、ジーオーティー、撮影：田村浩章）[18] ISBN 978-4-8236-0619-9
- つばさ舞写真集 翼（2024年10月25日、徳間書店、撮影：西田幸樹）ISBN 978-4-19-865414-6 [19]

8woman 名義
- DOCUMENT 8woman エイトマン女優8人の七日間の軌跡（2022年9月24日、徳間書店、撮影：塩原洋 ） ※芸能事務所『エイトマン』所属女優によるユニット「8woman」（2022年版）のグラビア撮影現場に密着したドキュメンタリー写真集[20]。ISBN 978-4-19-865523-5
- ドキュメント8woman 2021-2023 エイトマン女優14人の3年間の軌跡（2023年10月12日、徳間書店、撮影：西田幸樹／塩原洋）※芸能事務所『エイトマン』所属女優によるユニット「8woman」（2023年版）のグラビア撮影現場のドキュメント写真と2021年から2023年までの間に撮影されたグラビア写真を収録した写真集[21]。ISBN 978-4-19-865698-0

### デジタル写真集
つばさ舞 名義
- つばさ舞 翼をあげたい 週刊ポストデジタル写真集（2021年9月17日、小学館、撮影：西田幸樹）[22]
- つばさ舞 × 五十嵐なつ  愛とエロスと 週刊ポストデジタル写真集（2022年5月3日、小学館、撮影：西田幸樹）[23]
- つばさ舞 × 藤かんな 今夜、私はあなたのしもべ 週刊ポストデジタル写真集（2023年3月31日、小学館、撮影：西田幸樹）[24]
- つばさ舞写真集『My・・』増ページ【デジタル特装版】（2023年4月14日、ジーオーティー、撮影：近井沙妃）※紙書籍版を再編集のうえ、未公開カットを追加した電子書籍限定版。
- Maiway つばさ舞（2023年6月12日、徳間書店、撮影：鈴木ゴータ）
- Mの誘惑 つばさ舞（2023年11月7日、徳間書店、撮影：鈴木ゴータ）
- 美乃すずめ × つばさ舞 × 八蜜凛 × 藤かんな 美女4人ホカホカ湯けむり旅 お風呂でびちゃびちゃ編 週刊ポストデジタル写真集（2024年11月25日、小学館、撮影：西田幸樹）[25]
- 美乃すずめ × つばさ舞 × 八蜜凛 × 藤かんな 美女4人ホカホカ湯けむり旅 浴衣でわちゃわちゃ編 週刊ポストデジタル写真集（2024年11月25日、小学館、撮影：西田幸樹）[26]
- 美乃すずめ × つばさ舞 × 八蜜凛 × 藤かんな 美女4人ホカホカ湯けむり旅 豪華100ページ超完全版 週刊ポストデジタル写真集（2024年11月25日、小学館、撮影：西田幸樹）[27]

8woman 名義
- 8woman Next Stage 美裸神∞契 週刊ポストデジタル写真集（2022年8月8日、小学館、撮影：西田幸樹）[28]
- 8woman Next Stage 美乃すずめ × つばさ舞 mojito 週刊ポストデジタル写真集（2022年8月19日、小学館、撮影：西田幸樹）※美乃すずめとのペア写真集[29]。
- 8woman Next Stage TREASURES 週刊ポストデジタル写真集（2022年12月16日、小学館、撮影：西田幸樹）※2022年版「8woman」の未公開カットを収録[30]。
- 8woman Last Dance 裸女神∞景 週刊ポストデジタル写真集（2023年8月7日、小学館、撮影：西田幸樹）[31]
- 8woman Last Dance つばさ舞 週刊ポストデジタル写真集（2023年8月21日、小学館、撮影：西田幸樹）※つばさ舞のソロ写真集[32]。
- 8woman Last Dance JEWELS 週刊ポストデジタル写真集（2023年12月17日、小学館、撮影：西田幸樹）※2023年版「8woman」の未公開カットを収録[33]。

オムニバス写真集
- AV最高峰 S級GIRLS GROUP エスワンキャンペーン No.1 Photo Book アイドル版（5月27 日、FANZA BEAUTY COLLECTION、撮影：小林弘輔）※『S1 NO.1 STYLE』専属女優27名によるデジタル写真集。FANZA限定配信。
- AV最高峰 S級GIRLS GROUP エスワンキャンペーン No.1 Photo Book S級版（6月10日、FANZA BEAUTY COLLECTION、撮影：小林弘輔）※『S1 NO.1 STYLE』専属女優27名によるデジタル写真集。FANZA限定配信。
- S1キャンペーン2023 No.1 Photo Book アイドル版（2023年5月12日、FANZA BEAUTY COLLECTION、撮影：小林弘輔）※「S1 NO.1 STYLE」専属女優30名の撮り下ろし写真を収録。FANZA限定配信。
- S1キャンペーン2023 No.1 Photo Book S級版（2023年6月1日、FANZA BEAUTY COLLECTION、撮影：小林弘輔）※「S1 NO.1 STYLE」専属女優30名の撮り下ろし写真を収録。FANZA限定配信。

## 製品

### カレンダー
- 8woman 2023年カレンダー（2022年11月26日、SUNCARAT、撮影：西田幸樹）※企画ユニット『8woman』名義
- つばさ舞 2024年カレンダー（2023年10月7日、SUNCARAT）
- 卓上 つばさ舞 2024年カレンダー（2023年10月7日、SUNCARAT）
- つばさ舞 2025年カレンダー（2024年12月14日、トライエックス）
- 卓上 つばさ舞 2025年カレンダー（2024年12月14日、トライエックス）

### アダルトグッズ
オナホール
- AVミニ名器 つばさ舞（2023年4月7日、日暮里ギフト）
- JAPANESE REAL HOLE 激 つばさ舞（2024年11月24日、HATOPLA）

ローション
- つばさ舞のAV名器汁ローション 80ml（2023年4月7日、日暮里ギフト）

## 出演

### テレビ
- イワクラと吉住の番組 EP52（テレビ朝日、2023年5月10日）
- ゴッドタン（テレビ東京、2023年6月3日）- 「イチャまんグランプリ」真空ジェシカ・ガクの相方
- もう!バカリズムさんの超H #52（フジテレビONE、2024年4月29日）